# Artemijus Tutyškinas
Artemijus Tutyškinas, né le 8 août 2003 à Vilnius, en Lituanie, est un footballeur international lituanien qui évolue au poste de défenseur au NK Celje.

## Biographie

### En club
Formé à l'Escola Varsovia de Varsovie, Artemijus Tutyškinas passe ensuite par le FC Crotone en Italie, avant d'être prêté au ŁKS Łódź, qui évolue en deuxième division polonaise.
Il joue son premier match avec l'équipe première du club polonais le 11 septembre 2022, entrant en jeu à la 87e minute d'un match nul 1-1 à domicile contre le Termalica BB en championnat.

### En sélection
Tutyškinas fait ses débuts internationaux pour la Lituanie le 8 septembre 2021, remplaçant Linas Klimavičius lors d'une défaite 5-0 à l'extérieur contre l'Italie, l'équipe championne d'Europe en titre. Âgé de seulement 18 ans et un mois au moment de ce match, il devient le plus jeune international lituanien à jouer en match officiel de l'histoire de la sélection,.